# Lampropeltis elapsoides
Espèce
Synonymes
- Coluber elapsoides Holbrook, 1838
- Lampropeltis triangulum elapsoides (Holbrook, 1838)
- Coronella doliata Holbrook, 1842
- Lampropeltis triangulum temporalis Cope, 1893
- Lampropeltis triangulum virginiana Blanchard, 1920

Lampropeltis elapsoides ou Serpent roi écarlate, est une espèce de serpent de la famille des Colubridae.

## Répartition
Cette espèce est endémique des États-Unis. Elle se rencontre  au Kentucky, au Tennessee, en Virginie, en Caroline du Nord, en Caroline du Sud, en Floride et au Mississippi.

## Taxinomie
Ce serpent a été élevé au rang d'espèce par Pyron et Burbrink en 2009

## Publication originale
- Holbrook, 1838 : North American herpetology, or, A description of the reptiles inhabiting the United States, vol. 2, p. 1–130 (texte intégral).